# Arrondissement di Chardonnières
L'arrondissement di Chardonnières è un arrondissement di Haiti facente parte del Dipartimento del Sud. Il capoluogo è Chardonnières.

## Geografia antropica

### Suddivisioni amministrative
L'arrondissement di Chardonnières comprende 3 comuni:
- Chardonnières
- Les Anglais
- Tiburon